# ملعب الكشافة
ملعب الكشافة هو ملعب متعدد الأغراض في بغداد عاصمة العراق، افتتح عام 1931، وتبلغ سعته 14000 متفرج، كان الملعب في السابق مرفقًا رياضيًا مهمًا، ولكن بعد إفتتاح ملعب الشعب الدولي نهاية عام 1966 تضاءلت أهميته بشكل ملحوظ. أقيمت على الملعب مباريات النسخة الثالثة من بطولة كأس الأمم العربية في أبريل 1966.

## التسمية
لم يكن اسم (ملعب الكشافة) هو الاسم الأول للملعب، بل كانت تسميته الأولى (البلاط الملكي) لقربه من قصر الملك الكائن في منطقة الكسرة، بل إنه لم يكن يحمل اسم (ملعب) بل (ساحة) من ثم سمي بـ(ساحة الكشافة) قبل أن يطلق عليه اسم ملعب عام 1942.